# Claude Delage
Claude Delage is een Frans historisch merk van auto's en motorfietsen.
De bedrijfsnaam was: Ets. Claude Delage, Clichy, Hauts-de-Seine.
Claude Delage was een auto- en motormerk dat weinig succesvol was en niets te maken had met de autofabriek van Louis Delage. Motorfietsen werden er alleen in 1925 gebouwd.